# Xzibit
Елвін Натаніель Джойнер IV (англ. Alvin Nathaniel Joiner IV), більш відомий під псевднонімом Xzibit (укр. Екзібіт) — американський репер, ведучий телепередачі "Тачка на прокачку". Українцям він переважно відомий за останню передачу, яка транслювалася на Новому каналі.

## Біографія
Alvin Nathaniel Joiner народився в Детройті 18 вересня 1974 року в родині вчителів Trena і Nathaniel Joiner, у яких окрім нього була ще дочка Христина. Коли йому виповнилося 9 років, його мати померла, а через місяць його батько знову одружився і переїхав разом з новою родиною в Нью-Мехіко. У репера спогади про ті події не дуже радісні: «Цей уїб•н (батько) забрав мої гроші на коледж і побудував на них будинок з п'ятьма кімнатами для себе і для цієї сучки (нової дружини). Ми з сестрою були зовсім дітьми, так що самі нічого не могли вирішувати. Нас просто зрадили…». Приблизно тоді ж Xzibit почав складати свої перші рими. Доля втаює, про що ж були його перші рядки, відомо лише, що, принаймні, цим Xzibit намагався хоч якось себе розважити. У 14 років в ніч на Хелоуїн його зловили на тому, що він пив перше в своєму житті пиво. Мачуха так його вишмагала дротом, що йому довелося шукати притулок в цю ніч у будинку своїх друзів. Коли Xzibit прийшов в школу з тонкими рубцями на шиї і руках, учитель відвів його до директора, який викликав поліцію. Потім послідував розгляд у суді, в результаті якого його власний батько відмовився від нього, пославшись на те, що його син — важка дитина.
Так Xzibit потрапив в притулок… З цієї миті у нього почалися серйозні життєві колотнечі. Його навіть засудили до 6 місяців  за застосування зброї. Xzibit не потрапив до в'язниці через те, що був ще неповнолітнім. Своє покарання Xzibit відбув у таборі для неповнолітніх злочинців.
Xzibit провів там всього 6 місяців, але за цей час добре засвоїв те, що це життя не для нього. Xzibit був дуже розумний, щоб піти по дорозі вулиці і криміналу. Цілком можливо, що у всіх неприємностях, що повалилися на нього, син частково звинувачував батька, образа на якого ще довго краяла його серце. Але через роки Xzibit все ж таки зміг знайти в собі сили і бажання пробачити батька. 
У віці 17 років, після того, як держава надала його самому собі (Xzibit став повнолітнім), Xzibit вирішує, що йому необхідно змінити обстановку. За допомогою вулиці Xzibit заробляє достатньо грошей, щоб переїхати до Каліфорнії. Успіх посміхається йому в 1992 році, коли в Лос-Анджелесі Xzibit зустрічає продюсера Broadway, який помічає в ньому талант репера і пропонує йому співпрацю. Xzibit утворює разом з Ahlee Rocksta групу THE SHADY BUNCH, щоб згодом зайнятися штурмом мікрофонів і підкоренням сердець прихильників репу. Проте після того, як з цієї ідеї нічого путнього не виходить, Xzibit вирішує піти в сольне плавання. Це рішення підтримує його друг  DJ Per One, який пізніше був продюсером трек "Enemies & Friends" з дебютного альбому Xzibitа "At The Speed Of Life".
Через деякий час Broadway представляє Xzibitа Tha Alkaholiks, які, у свою чергу, представляють його King Tee. Підсумком цього стала поява Xzibit'а в композиції "Freestyle Ghetto" з альбому King Tee "King Tee IV Life". Також він відзначився в композиціях Tha Alkaholiks "Hit And Run" і "Flashback" на їхньому альбомі "Coast II Coast". Його перша поява на сцені відбулося в 1995 році в турі Tha Alkaholiks, в якому він виступив як учасник Tha Likwit Crew, до якої крім нього увійшли Tha Alkaholiks, Defari і King Tee. Після цього на нього звертає увагу віце-президент компанії Loud Records Steve Rifkin, в результаті чого між репером і Loud було укладено договір.
У 1996 році відбувся його сольний дебют, альбом "At The Speed Of Life". Завдяки унікальному стилю репера і його спецефічному голосу був відзначений як один зі "свіжих" альбомів 1996 року. Головним синглом альбому став трек "Paparazzi", в якому Xzibit викрив в хіп-хопі тенденції заробляння грошей і прагнення до слави, тенденції, за яких сам реп відходить на другий план.
У 1998 році виходить його другий альбом "40 Dayz & 40 Nightz" із заголовним синглом "What You See Is What You Get".
Протягом наступних двох років він співпрацює з багатьма відомими МС. Наприклад, з Snoop Dogg, Dr. Dre, Kurupt, Eminem і т.д. У результаті цієї роботи він отримує незмінний досвід і життєві враження. Протягом останнього року він з'явився більше ніж у 30 треках різних виконавців, таких як: Snoop Dogg, Eminem, De La Soul, Dr. Dre, Eric Sermon, Tony Touch, Limp Bizkit і т. д. Також Xzibit взяв участь у різних концертах і в таких турах, як "Anger Managment" і "Up In Smoke". В останньому він виступав разом з Eminem, Dr. Dre, Ice Cube, Kurupt, Mack 10 і WC. Участь у треку Snoop Dogg'а "B Please", спродюсований Dr. Dre, поставило Xzibit'а в яскраво освітлене коло, ім'я якому - популярність. "Після того, як вийшов "B Please", все змінилося. Це був один з моїх перших треків, що потрапили в ротацію на радіостанції. "B Please" почув увесь світ, він розширив коло моїх фанатів по всьому світу і вивів мене на новий рівень", - говорить сам репер. Його товариш по Західному узбережжю Snoop Dogg відзивається про нього так: "Він завжди був поза ротації. У той же час він є одним з лідируючих андерграундних МС Західного узбережжя. Я радий можливості співпраці з ним, я радий допомогти йому показати світові його талант .. . ". Враховуючи все вищезазначене, а також деякі інші моменти, можна з упевненістю сказати, що Xzibit підійшов до такого моменту в своєму житті, коли були створені всі умови для випуску третього сольного альбому під назвою "Restless", виконавчим продюсером якого з'явився сам Dr. Dre і який став підсумком роботи, проведеної репером над своїм вдосконаленням за останні два роки після випуску попереднього альбому.
Xzibit обіцяв, що новий альбом буде відрізнятися від його попередніх робіт більшою концептуальністю. Він запросив взяти участь в роботі над ним таких продюсерів, як: Rockwilder, The Teamsters, Mel-Man, DJ Quick, Soopafly, Battlecat, Eric Sermon і, природно, Dr. Dre, який був продюсером на альбомі. Серед запрошених виконавців: King Tee, Eminem, Eric Sermon, Snoop Dogg і Tha Eastsidaz, Goldie Loc, Defari, Nate Dogg, KRS-One, Tha Alkaholiks. Своїм новим альбомом він збирається не лише втамувати спрагу старих шанувальників, але і дістати до їх лав нових. І ті, й інші в будь-якому випадку, як обіцяє сам репер, побачать у "Restless" новий етап розвитку його творчості. У своїх римах він намагається говорити правду. Він не допускає в свій поетичний світ ілюзій і не намагається прикрасити свої історії: "Я не люблю вигадувати історії, тому що я живу справжнім життям і все, про що я пишу, було пережито мною. Можливо, тому моя музика така агресивна, агресія оточує мене ". Розкішний батько, Xzibit прикладає максимум зусиль, щоб його п'ятирічний син Tremayne ніколи не випробував в дитинстві того, що йому самому довелося пережити. Він намагається не зруйнувати ще не сформований менталітет свого сина. Незважаючи на постійні роз'їзди і розлуку, він всіляко намагається приділити йому увагу. Він також присвятив синові такі композиції, як "The Foundation" ("At The Speed Of Life") і "Sorry I'm Away So Long" ( "Restless"). Другий син Xzibit'а прожив лише 10 днів. Хлопчик, якого назвали Xavier Kingston Joiner, передчасно народився 15 травня 2008 і помер за 10 днів. Xzibit поділився своїми почуттями в особистому блозі на своєму сайті. Він проінформував фанів, що його син помер через слабкі легені, які не могли постійно насичувати організм киснем. Говорячи про цю втрату репер дав кілька порад своїм шанувальникам: «Тримайтеся своїх дітей, якщо вони у вас є, захищайте їх та показуйте їм свою любов. Щоразу як прокидаєтесь вранці та бачите своїх малих – піклуйтеся про них як можете. Ви можете мати всі багатства у всесвіті, але це ніщо у порівнянні з родиною». На питання, чому він прийшов до Dr. Dre, Xzibit відповідає так: "Я звернувся до нього за продакшном. Я випустив два альбоми і не бачив у себе особливого прогресу, хоча регресу в мене теж не спостерігається. Я перебуваю ніби в підвішеному стані, і мене це не влаштовує. Я розумів, що мені потрібно щось змінити, тому я і звернувся до Dr. Dre. Хороший продакшн - це половина успіху. Талант Dr. Dre я можу описати так: якщо ви вмієте і хочете малювати, то він знає, як правильно це зробити. .. Я хочу це зробити, я хочу бути почутим і я не боюся мейнстріму. Тут немає проблеми. Мене знають як андерграундного МС, і я не збираюся змінювати своїм принципам. Моє завдання - не забуваючи, хто я і звідки, прийти до чогось по-новому. Xzibit не проти, якщо він буде в ротації, за умови, що йому не треба буде продавати себе. Просто я дійсно виходжу на новий рівень. Настав час продавати мільйони ...". Паралельно він також займається справами свого нового лейблу Open Bar Entertainment, з яким зараз мають контракти King Tee, Defari і гурт Golden State Project, до складу якої входять, крім самого Xzibit'а, ще Ras Kass, Saafir. Репер також планує зробити спільний тур з Eminem і його командою D-12. Загалом, він зараз знаходиться в постійному русі, у постійному пошуку нових шляхів реалізації своїх задумів. А раз так, то той, хто шукає, завжди знаходить, бо під лежачий камінь вода не тече. Так що будьте готові в найближчому майбутньому бути потривожених "невгамовним" ...

## Дискографія
- At the Speed of Life (1996)
- 40 Dayz & 40 Nightz (1998)
- Restless (2000)
- Man vs. Machine (2002)
- Weapons of Mass Destruction (2004)
- Full Circle (2006)
- Napalm (2012)

## Фільмографія
- The Breaks (1999), Джамал
- Tha Eastsidaz (2000), Блу
- The Slim Shady Show (2001), Кнуклс
- The Wash (2001), Вейн
- 8 Mile (2002), Майк
- The Country Bears (2002), грав себе
- Full Clip (2004), Дункан
- Strong Arm Steady (2004)
- CSI: Miami (2004), Двейн '10-Large' Джекмен (Episode «Rap Sheet» (CSI episode)|Rap Sheet)
- The Chronicles of Riddick: Escape from Butcher Bay (2004), Abbott — голос
- xXx: State of the Union (2005), Зеке
- Derailed (2005), Декстер
- Hoodwinked (2005), Chief Grizzly — голос
- The Boondocks (TV series)|The Boondocks (2006), грав себе — голос
- Gridiron Gang (2006), Малкольм Мур
- The X-Files: I Want to Believe (2008), агент Мослі Драммі
- American Violet (2008), Даррелл Х'юджес
- Bad Lieutenant: Port of Call New Orleans (2009), Біг Фейт
- Fencewalker (2009), ТБА
- Extreme Makeover: Home Edition (2010), зірковий гість